# Blepharita porphyrea
Blepharita porphyrea là một loài bướm đêm trong họ Noctuidae.